# Shake (software)
Shake es un software desarrollado por Apple Inc. para la plataforma Mac OS X, y fue creado con el fin de ser el complemento para Final Cut Studio. Shake se caracteriza por ser un compositor digital profesional y, al igual que Final Cut Studio, también es reconocido por los productores. Tiene la característica especial de poder mejorar la calidad de las filmaciones, sin importar el formato, y también es utilizado para combinar proyectos de Final Cut Studio y así, se les puede dar el toque final a los videos y presentaciones. La última versión desarrollada de Shake es la 4.

## Plug-ins y Herramientas
Shake cuenta con las siguientes herramientas y Plug-ins.
Wavefront Maya:
Diseña gráficos profesionales y efectos visuales

Imagineer Systems:
Incluye imágenes 2D, sombras, resaltes y efectos de granito con paquetes de efectos de fondo
Digital Film Tools:
Provee pantallas azules o verdes inteligentes a Shake
Rush:
Herramienta de control para Shake
Pixel Farm:
Provee soluciones para la composición digital y efectos especiales de cine.
Foundry:
Un paquete de herramientas más para Shake
Silhouette FX:
Plug-in para tener ventaja sobre los gráficos 2D
Algolith:
Plug-in diseñado para convertir un video y mejorar su calidad.
GenArts:
Una colección de procesadores de imagen y demás para Shake
Ultimatte AdvantEdge:
Compone agua, cabello fino, humo, reflejos, sombras, aun en lugares con líneas rojas
Vision Effects:
Provee a Shake de varios Plug-ins adicionales